# بوبولي
بوبولي (بالإيطالية: Popoli)‏ هي بلدية في مقاطعة بسكارا في إقليم أبروتسو الإيطالي.

## السكان
في سنة 1861 بلغ عدد السكان 6٬178 نسمة، وتطور العدد ليصل في سنة 2011 لـ 5٬450 نسمة.
يظهر هذا المخطط البياني تطور النمو السكاني لـ بوبولي